# Bibio ainoi
Bibio ainoi är en tvåvingeart som beskrevs av Hardy och Takahashi 1960. Bibio ainoi ingår i släktet Bibio och familjen hårmyggor. Inga underarter finns listade i Catalogue of Life.